# コマンダンテ・カッペリーニ (潜水艦)
コマンダンテ・カッペリーニ (Comandante Cappellini) は、イタリア海軍の潜水艦。マルチェロ級。
1939年に就役し、第二次世界大戦に参加した。1943年にドイツ海軍の指導下に入りアキラ3号 (Aquila III) と仮称、大日本帝国と連絡をとるためシンガポールに派遣された。
1943年9月8日のイタリア降伏後、日本海軍に接収される。同盟国のドイツ海軍に引き渡され、ドイツ海軍潜水艦UIT24となった。1945年（昭和20年）5月上旬にドイツが降伏すると今度は日本の潜水艦伊号第五百三潜水艦（いごうだいごひゃくさんせんすいかん）となった。日本の敗戦後、1946年（昭和21年）4月に海没処分となった。

## 艦歴

### イタリア海軍時代
イタリア海軍が1935年から多数整備した近海用潜水艦の系列に属する航洋型潜水艦「マルチェロ級」
の「コマンダンテ・カッペリーニ」として1939年（昭和14年）9月23日に就役した。名は、リッサ海戦で戦死したイタリア海軍のアルフレード・カッペリーニ提督にちなむ。
第二次世界大戦当初は地中海に配備されたが、1940年9月には大西洋での任務についた。1941年1月5日フリータウン沖でイギリスの貨物船「シェイクスピア」、9日後には武装商船「ユーミーアス」を沈めた。また、英貨物船「ミゲル・デ・ラリネガ」（Miguel de Larrinaga、5,231トン）に損傷を与えている。
1942年9月、西アフリカ沖で起きたラコニア号事件では救助活動に加わった。
| 哨戒  | 日時           | 沈没地点                                                                      | 船名       | 船籍         | トン数     | 付記                         |
| ----- | -------------- | ----------------------------------------------------------------------------- | ---------- | ------------ | ---------- | ---------------------------- |
| 2rd   | 1940年10月15日 | 北緯31度59分 西経31度20分 / 北緯31.983度 西経31.333度 アゾレス諸島付近        | Kabaro     | ベルギー     | 5,186トン  | 貨物船、乗組員43名中42名生存 |
| 3rd   | 1941年1月5日   | 北緯52度45分 西経23度59分 / 北緯52.750度 西経23.983度 カーボベルデ北東沖      | Shakespear | イギリス     | 5,029トン  | 貨物船、乗組員42名中22名生存 |
| 3rd   | 1941年1月14日  | 北緯8度55分 西経15度03分 / 北緯8.917度 西経15.050度 コナクリ南西沖            | Eumaeus    | イギリス     | 7,472トン  | 客船、乗組員23名死亡         |
| 7rd   | 1942年5月19日  | 北緯03度00分 西経33度00分 / 北緯3.000度 西経33.000度 ブラジルトウロス北北東沖 | Tisnaren   | スウェーデン | 5,747トン  | 貨物船、死亡者なし           |
| 7th   | 1942年5月31日  | 南緯00度45分 西経29度50分 / 南緯0.750度 西経29.833度 ペルナンブーコ北東沖     | Dinsdale   | イギリス     | 8,214トン  | タンカー、乗組員13名死亡     |
| 合計: | 合計:          | 合計:                                                                         | 5隻        |              | 31,648トン |                              |

1943年になると日本との輸送任務用に改造され、「コマンダンテ・カッペリーニ」は「アキラ3号」と仮称した。ドイツ軍の指導下で、極東へ派遣される。5月11日にボルドーの基地を出発。7月9日にサバンに着き、翌日シンガポールに入港した。
生ゴム、錫、タングステンといった物資を積んだ「アキラ3号」は8月22日にヨーロッパへ向けて出港予定であったが、出港は日本側によって妨げられた（8月末にシンガポールを出港し、9月8日サバンに着いた、とも）。9月8日、連合国に対しイタリアは降伏し、最高軍司令部（スーパーマリーナ）はカッシビレ休戦協定に基づきイタリア海軍各艦に対し連合国に降伏するか、自沈するよう命じた。一方の日本政府は、イタリアを敵国として扱う方針を固めていた。日本軍はイタリア艦の接収をおこなう計画を練っていたが、イタリア側は日本時間9月9日に先手をうって自沈を開始した。
シンガポールにいたイタリア潜水艦2隻は、同地で第十特別根拠地隊により処置された。9月12日、「アキラ3号」はサバンにて碇泊中に第九特別根拠地隊により抑留された。

### 日独への接収
1943年（昭和18年）9月8日（日本時間9日）のイタリア降伏時、シンガポールに司令部を置く日本海軍の第一南遣艦隊はイタリア通報艦「エリトリア」に出し抜かれて逃走されたが、イタリア潜水艦3隻（アキラ2号、アキラ3号、アキラ6号）の拿捕には成功し、この3隻はシンガポールに集められた。「アキラ3号」は敷設艦「初鷹」に監視されつつサバンからシンガポールに移動し、9月15日到着。翌日に乗組員は日本陸軍へ引き渡された。「アキラ3号」は武装解除の上、練習巡洋艦「香椎」から派遣された海軍陸戦隊の監視下に置かれた。
10月13日、大本営連絡会議でイタリア潜水艦3隻の処置を検討し、ドイツ海軍に無償で譲渡することに決定した。10月25日、譲渡式が挙行された。本艦はUIT24と命名される。ドイツ海軍の隷下になったが、サロ政権側に着いたイタリア海軍兵が引き続き任務にあたった。
「UIT24」と「UIT25」（旧「ルイージ・トレッリ」）はヨーロッパへ向かおうとしたものの、途中での故障発生により断念した。「UIT123」（旧「レジナルド・ジュリアーニ」）は1944年2月45日にマラッカ海峡でイギリス海軍潜水艦「タリホー」に撃沈された。
その後は日本とマレー間での輸送任務に従事した。
その後の1945年（昭和20年）5月、三菱神戸造船所で整備中にドイツの降伏により接収され、『伊号第五百三潜水艦』と改名される。同年7月15日に日本海軍に編入され、伊五百一型の3番艦、呉鎮守府籍の特殊警備潜水艦に定められ、呉鎮守府部隊に配備された。

### 終戦後
1945年（昭和20年）8月15日の日本の敗戦後、神戸港に停泊していたところを連合国に接収され、武装解除された。1946年（昭和21年）4月16日、伊号第五百四潜水艦（旧UIT25）と共に紀伊水道で海没処分された。
なお、日本艦時代にも2隻の潜水艦には、日本側についたイタリア人水兵がいたが、降伏時にサロ政権（枢軸側）についたことで、脱走兵と裏切り者扱いされること恐れ、戦後も帰国せず日本に残った。

## 伊号第五百三潜水艦歴代艦長

### 艦長
1. 廣田秀三 大尉：1945年7月14日[34] - 1945年10月30日[35]
2. 田中千秋 大尉/第二復員官：1945年10月30日[35] - 1945年12月1日[36]